# دیروز (فیلم ۱۹۸۵)
دیروز (انگلیسی: Yesterday) یک فیلم است که در سال ۱۹۸۵ منتشر شد.